# خاره‌چسب کوه‌های راکی
خاره‌چسب کوه‌های راکی (نام علمی: Acroloxus coloradensis) نام یک گونه از سرده خاره‌چسب رودخانه است.